# Johannes Lupi
Pour les articles homonymes, voir Lupi.
Johannes Lupi, né vers 1506 et décédé le 20 décembre 1539 à Cambrai, est un compositeur de l'école franco-flamande.  En tant que représentant de la génération après Josquin, il est considéré comme un compositeur de moindre importance.  Il travailla principalement à Cambrai.

## Biographie
On ne sait pas où il est né, mais il aurait été choriste à Cambrai, où il passa la plus grande partie de sa vie.  Il quitta temporairement Cambrai pour étudier à l'université de Louvain de 1522 à 1526. En 1526, il retourna à la cathédrale comme parvus vicarus.  Succédant à Johannes Remigli, il devint maître des choraux de la cathédrale de Cambrai un an plus tard.  Son emploi impliquait le soin et l'hébergement des garçons de chœur et la prise en charge de leur éducation musicale.  Il devint magnus vicarus et finalement sous-diacre.  Bien qu'il ait toujours été réengagé, Lupi avait été licencié plusieurs fois ; dans la plupart des cas parce qu'il n'arrivait pas à accomplir ses devoirs, mais également parce qu'il négligeait la comptabilité.
Lupi fut atteint d'une maladie chronique dont les sources ne donnent pas plus d'informations, mais qui lui rendit la vie difficile pendant les années 1530, raison pour laquelle il fut forcé de se retirer en 1535. Il est plausible que sa maladie soit à l'origine de sa mort prématurée en 1539. 

## Style et influence
Toute la musique que l'on connaît de lui est a cappella et, donc, vocale. Pas plus de deux de ses messes sont conservées, mais Lupi écrivit aussi plusieurs motets et chansons. Les motets furent recueillis et imprimés en 1542 par Pierre Attaingnant.
Sa musique s'apparente stylistiquement à celle de Nicolas Gombert et présente les caractéristiques typiques de la génération qui suit celle de Josquin, avec sa texture polyphonique dense et sa riche imitation. Lupi demeura particulièrement sensible à la façon de mettre les paroles en musique : il se montra en mesure de conserver l'intelligibilité du texte, même dans des compositions à huit voix en contrepoint.  Ses chansons sont particulièrement remarquables, dans la mesure où elles puisent dans une gamme de sujets allant de graves à grivois.

## Confusion sur son nom
Lupi est parfois confondu avec certains autres musiciens du XVIe siècle. Cette confusion existait déjà au XVIe siècle (les impressions de Tielman Susato en portent témoignage).  Johannes Lupi est le nom de deux personnages obscurs dont aucun n'était un compositeur ; ils furent actifs dans la première moitié du siècle, l'un à Nivelles, l'autre à Anvers. Mais il y eut également un compositeur de ce nom, c'est-à-dire Lupus, le mieux connu des musicologues du XXIe siècle comme le Lupus italien ; ses œuvres nous sont connues grâce au Codex Medici.  En plus, non seulement il y a un autre compositeur, Lupus Hellinck, probablement identifiable avec ce Lupus italien, mais également toute une famille de musiciens qui portent le nom Lupo.  De toute cette famille, le seul à avoir été actif au début du XVIe siècle est Ambrose Lupo de Milan.  La confusion vient aussi de l'attribution d'une chanson en langue néerlandaise, Pluschen van Brusel hestoy gheset, dont seul l'incipit est noté dans deux manuscrits, c'est-à-dire un portugais à Coimbra et un allemand à Ratisbonne ; en dehors d'une Missa 'Mijn vriendinne' , une messe-parodie basée sur une chanson néerlandaise, on ne connaît aucune autre composition de Lupi faisant référence à une chanson en néerlandais.  Peut-être, la chanson est-elle due à Lupus Hellinck.  On retrouve de lui une chanson, Au fort quant dieu plaira, dans le manuscrit portugais précité. Cette chanson est également connue par une autre source et, là, intitulée Aenhoort al mijn gheclach. En outre, on connaît du même Lupus Hellinck d'autres chansons en néerlandais.